# Stulík malý
Stulík malý (Nuphar pumila) je vodní vytrvalá rostlina z čeledi leknínovitých (Nymphaeaceae). Jeho květy rozkvétají od července do srpna a obvykle jsou opylovány mouchami.
Tato rostlina je úspěšnější ve slunečních prostředích, především v jezerech, rybnících a pomalu tekoucích částech řek od severní a střední Evropy až po severní Asii, s několika pozorovanými stanovišti v Severní Americe. Stulík malý je považován za ohrožený druh ve Francii, Švýcarsku a Spojeném království.

## Popis

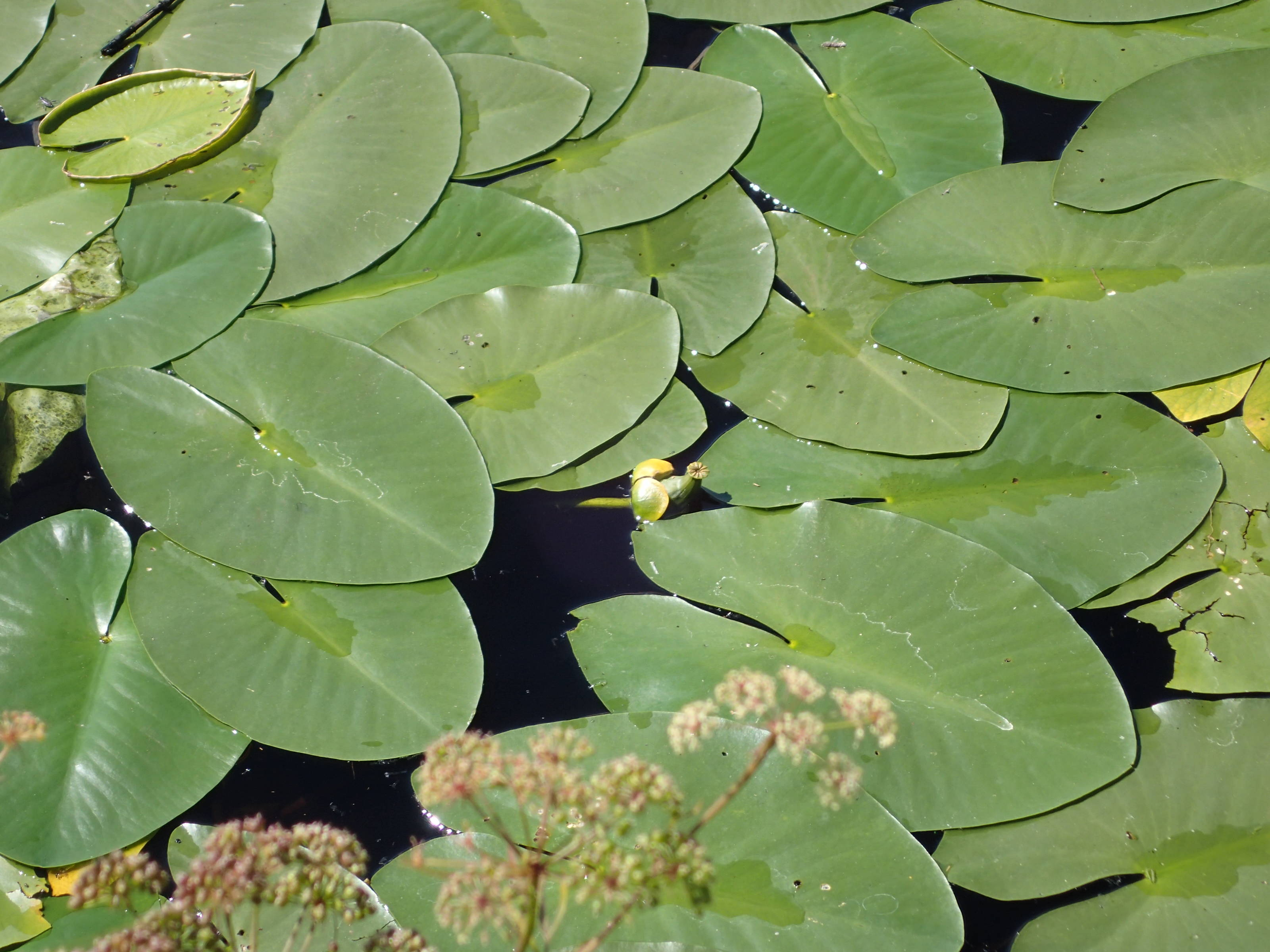
Listy stulíku malého

Květy stulíku malého obvykle mají 4–6 korunních lístků, jsou aktinomorfní, mají mnoho tyčinek a jejich barva se mění od žluté po zelenou v závislosti na zralosti. Plavoucí listy jsou velké a vejčitého tvaru se zpeřenou žilnatinou, zatímco ponořené listy jsou menší a kulaté. Rostlina má také tlustý plazivý oddenek.

## Rozšíření
Stulík malý se vyskytuje v západním Mongolsku, Rakousku, Švýcarsku, Česku, Německu, Španělsku, Dánsku, Finsku, Litvě, Lotyšsku, Norsku, Polsku, Švédsku, Spojeném království a Francii. Stulík malý lze také nalézt ve Spojených státech - na poloostrově státu Michigan.

## Využití
Kořen stulíku malého se může konzumovat k úlevě při trávicích problémech nebo jako tonikum.